# Municipio de Leavitt
El municipio de Leawitt (en inglés, Leavitt Township) es un municipio del condado de Oceana, Míchigan, Estados Unidos. Tiene una población estimada, a mediados de 2021, de 927 habitantes.

## Geografía
Está ubicado en las coordenadas 43°41′25″N 86°6′15″O / 43.69028, -86.10417. Según la Oficina del Censo de los Estados Unidos, tiene una superficie total de 92.8 km², de la cual 90.8 km² corresponden a tierra firme y 2.0 km² son agua.

## Demografía
Según el censo de 2020, en ese momento había 911 personas residiendo en la zona. La densidad de población era de 10.0 hab./km². El 87.05 % de los habitantes eran blancos, el 0.22 % eran afroamericanos, el 1.21 % eran amerindios, el 3.40 % eran de otras razas y el 8.12 % eran de una mezcla de razas. Del total de la población, el 12.18 % eran hispanos o latinos de cualquier raza.